# 박승환 (1918년)
박승환(朴承煥, 1918년 ~ 1947년)은 만주군 조선인 장교로 건국동맹에서 활동했던 인물이다. 경기도 파주 출신. 대한민국 제3·4공화국의 경제 관료이자 제8·9·10·14대 국회의원을 지낸 박명근의 삼촌이다. 

## 경력
1918년 경기도 파주군 월롱면의 대지주였던 박우용의 둘째 아들로 출생했다. 그는 경성제2고보를 졸업한 뒤 1년간 집에서 쉴 때 몽양 여운형과 접촉하고 열렬한 추종자가 되었다. 그는 1937년 만주 봉천군관학교 7기생으로 들어갔는데 여운형의 권고 때문이었다. 졸업후 박승환은 1년간 기병장교로 근무하다가 항공장교로 전과했다. 조종사가 된 것이다. 그는 봉천항공학교에서 교관으로 근무했다.
1942년 봉천의 조선인 유지였던 김태덕(金泰德)의 둘째딸 김순자와 결혼하였는데, 이는 여운형이 일본군 장군 홍사익에게 부탁해 성사된 것으로 김태덕의 그늘을 빌려 박승환의 조직 활동을 엄호하려는 의도로 해석된다.
1943년 여운형의 명령으로 중국 연안에 잠입하여 김무정을 만나고 왔다. 1944년 8월 건국동맹이 조직되자 국내진공작전을 목적으로 지하운동을 했다. 1945년 4월말 재차 연안에 가서 조선의용군과의 항일협동작전을 논의했다.
1946년 여운형의 지시에 따라 최창륜, 박창암, 박임항, 방원철 등 만주군 출신 장교들과 함께 월북하여 김일성을 만나고 조선인민군 창설에 참여하였으나, 1947년 여운형 암살 사건 이후 숙청되어 감옥에서 옥사하였다.